# Charmed: The Book of Shadows
Charmed: The Book of Shadows es el segundo CD recopilatorio de la música de la serie televisiva Hechiceras (embrujadas o Charmed), que salió a la venta en el año 2005, en concordancia a la séptima temporada de la serie.
Se editó en casi todos los países donde se emitía la serie, incluido España. Aunque aquí llegaron poco más de 10 000 unidades lo que lo hace muy difícil de encontrar en este país. La edición era la americana nunca se tradujo, mientras que Charmed: The Original Soundtrack, sí.

## Charmed: The Book of Shadows
El recopilatorio incluye los siguientes temas:
1. How soon is now? - Love Spit Love - 4.25
2. Take it off - The Donnas - 2.40
3. Take a look - Liz Phair - 3.29
4. Sand in my shoes - Dido - 4.59
5. Fallen - Sarah McLachlan - 3.43
6. I can´t Make me - Butterfly Boucher - 3.31
7. San Francisco - Vanessa Carlton - 4.12
8. Pieces of Me - Ashlee Simpson - 3.15
9. Unbroken - Missy Higgins - 3.39
10. Free - Sarah Brightman - 3.31
11. Close My Eyes - L - 3.55
12. Home - Zero 7 - 4.35

| Predecesor: Charmed: The original Soundtrack | Charmed: The Book of Shadows 2005 | Sucesor: Charmed: The Final Chapter |

- Datos: Q5086446